# Kinesisk Taipei ved sommer-OL 2024
Kinesisk Taipei deltog i sommer-OL 2024 i Paris, Frankrig, fra den 26. juli til den 11. august 2024.
Udøvere for Kinesisk Taipei vandt totalt syv medaljer.

## Medaljer
| 2024 Paris      | Guld | Sølv | Bronze | Total |
| Kinesisk Taipei | 2    | 0    | 3      | 5     |

### Medaljevinderne
| Kinesisk Taipei under sommer-OL 2024 i Paris | Kinesisk Taipei under sommer-OL 2024 i Paris | Kinesisk Taipei under sommer-OL 2024 i Paris | Kinesisk Taipei under sommer-OL 2024 i Paris | Kinesisk Taipei under sommer-OL 2024 i Paris |
| Medalje                                      | Navn                                         | Sport                                        | Event                                        | Dato                                         |
| -------------------------------------------- | -------------------------------------------- | -------------------------------------------- | -------------------------------------------- | -------------------------------------------- |
| Guld                                         | Lee Yang Wang Chi-lin                        | Badminton                                    | Herredouble                                  | 4. august                                    |
| Guld                                         | Lin Yu-ting                                  | Boksning                                     | Damernes 57 kg                               | 10. august                                   |
| Bronze                                       | Lee Meng-yuan                                | Skydning                                     | Men's skeet                                  | 3. august                                    |
| Bronze                                       | Wu Shih-yi                                   | Boksning                                     | Damernes 60 kg                               | 3. august                                    |
| Bronze                                       | Tang Chia-hung                               | Gymnastik                                    | Mændenes reck                                | 5. august                                    |
| Bronze                                       | Chen Nien-chin                               | Boksning                                     | Damernes 66 kg                               | 6. august                                    |
| Bronze                                       | Kuo Hsing-chun                               | Vægtløftning                                 | Women's 59 kg                                | 8. august                                    |